# Domstole i England og Wales
Hendes Majestæts Domstole i England og Wales udgør de civile og strafferetlige domstole i retsområdet England og Wales. I deres arbejde anvender de engelsk ret og de er reguleret af regler, der fastsættes af det britiske parlament.
Storbritannien har ikke ét enkelt retssystem, men består af tre adskilte jurisdiktioner, hver med sit eget retssystem. Engelsk og Wales har et retssystem, Skotland et andet og Nordirland et tredje. Der er dog undtagelser til denne regel: For eksempel er immigrationslovgivningen den samme gennem hele kongeriget (dog ikke Nordirland).
Hendes Majestæts Domstolstjeneste, der er et agentur under Justitsministeriet, administrerer Appeldomstolen, Landsretten, Landsretten for Kriminelle Sager, Magistratsdomstolene og Byretterne. Den britiske højesteret omfatter hele Storbritannien og ikke blot England og Wales, og denne domstol er derfor ikke administreret af Hendes Majestæts Domstolstjeneste.

## Eksterne Henvisninger
- Hendes Majestæts Domstolstjenestes hjemmeside Arkiveret 5. april 2005 hos  Wayback Machine